# Unione Sportiva Pro Vercelli 1977-1978
Questa voce raccoglie le informazioni riguardanti l'Unione Sportiva Pro Vercelli nelle competizioni ufficiali della stagione 1977-1978.

## Rosa
| N. |                   | Ruolo | Calciatore               |
| -- | ----------------- | ----- | ------------------------ |
|    | Italia (bandiera) | D     | Franco Balocco           |
|    | Italia (bandiera) | C     | Fabrizio Broggio         |
|    | Italia (bandiera) | P     | Pier Giorgio Castellazzi |
|    | Italia (bandiera) | D     | Maurizio Codogno         |
|    | Italia (bandiera) | C     | Roberto Crotti           |
|    | Italia (bandiera) | D     | Pierluigi Davanzo        |
|    | Italia (bandiera) | C     | Antonio Donà             |
|    | Italia (bandiera) | A     | Mauro Magaraggia         |
|    | Italia (bandiera) | C     | Enrico Magrini           |
|    | Italia (bandiera) | A     | Paolo Maruzzo            |

| N. |                   | Ruolo | Calciatore           |
| -- | ----------------- | ----- | -------------------- |
|    | Italia (bandiera) | A     | Cristiano Masuero    |
|    | Italia (bandiera) | D     | Santino Merli Sala   |
|    | Italia (bandiera) | A     | Mario Musiello       |
|    | Italia (bandiera) | A     | Donato Roda          |
|    | Italia (bandiera) | C     | Mauro Sadocco        |
|    | Italia (bandiera) | C     | Gabriele Savino      |
|    | Italia (bandiera) | C     | Giuseppe Scandroglio |
|    | Italia (bandiera) | D     | Michele Tarchetti    |
|    | Italia (bandiera) | C     | Gaetano Vanin        |
|    | Italia (bandiera) | C     | Nicola Verde         |